# Преступления против мира и безопасности человечества
Преступления против мира и безопасности человечества — понятие в международном праве, характеризуемое как планирование, развязывание и ведение агрессивной войны в нарушение международных соглашений или договоренностей. Общественно опасные деяния, непосредственно посягающие на отношения, обеспечивающие мирное сосуществование и развитие государств, а также безопасность человечества в целом. Понятие таких преступлений известно довольно давно: в договорах между Древней Русью и Византией указывалась ответственность за совершение преступлений подданными одного государства на территории другого. Однако лишь в XX в., после окончания Второй мировой войны и создания международных военных трибуналов, стала назначаться уголовная ответственность за совершение данного вида преступлений.
В России преступления против мира и безопасности закреплены в разделе XII (гл. 34) Уголовного кодекса РФ и представляют собой самостоятельный институт уголовного права. Ст. 353 Уголовного кодекса РФ относит к преступлениям против мира планирование, подготовку, развязывание или ведение агрессивной войны. К преступлениям против человечества относятся убийства, истребление, порабощение, ссылка и другие действия, совершённые в отношении гражданского населения до или во время войны, или преследования по политическим, расовым или религиозным мотивам с целью осуществления преступления.
Юридическим источником норм об ответственности за такие преступления являются нормы международного права, содержащиеся в международных нормативно-правовых актах (уставах, конвенциях, протоколах, соглашениях, договорах и др.) о преступлениях международного характера.
Объектом посягательства данной категории преступлений являются общественные отношения, которые обеспечивают международный мир, безопасность человечества и мирное сосуществование государств.
Объективная сторона данных преступлений почти всегда выражается в наличии деяния как единственного обязательного признака. Составы таких преступлений, кроме геноцида и экоцида, являются формальными, иначе говоря, не требуется наступления последствий, чтобы привлечь виновное лицо к ответственности.
Субъектом является лицо, достигшее 16 лет, за исключением наемничества, совершенного в отношении несовершеннолетнего, когда возраст лица повышается до 18 лет.
Субъективную сторону данных преступлений выражает вина в форме прямого умысла.